# Gigantowales chisholmi
Gigantowales chisholmi är en mångfotingart som beskrevs av Karl Wilhelm Verhoeff 1937. Gigantowales chisholmi ingår i släktet Gigantowales och familjen orangeridubbelfotingar. Inga underarter finns listade i Catalogue of Life.